# Oak Ridge (Texas, Kaufman megye)
Oak Ridge város az USA Texas államában, Kaufman megyében. Lakosainak száma 771 fő (2020. április 1.).

## Népesség
A település népességének változása:
| Lakosok száma | 400  | 495  | 771  |
|               | 2000 | 2010 | 2020 |